# Liste des maires de Vallon-Pont-d'Arc
Cet article détaille, par ordre de mandat, la liste des maires de Vallon-Pont-d'Arc. Vallon-Pont-d'Arc est une commune française, située dans le département de l'Ardèche en région Auvergne-Rhône-Alpes.

## Liste des maires
| Période         | Période                    | Identité                           | Étiquette    | Qualité                                                                           |
| --------------- | -------------------------- | ---------------------------------- | ------------ | --------------------------------------------------------------------------------- |
| 1791            | 1793                       | Guillaume Chante                   |              | Notaire                                                                           |
| 1793            | 1795                       | Jacques Peschaire                  |              |                                                                                   |
| 1795            | 1799                       | Antoine Pouget                     |              |                                                                                   |
| 1799            | 1801                       | Jean-Baptiste Sabatier Lachadenède |              | Homme de loi                                                                      |
| 1801            | 1804                       | Alizon Peschaire                   |              |                                                                                   |
| 1804            | 29 septembre 1806 (décès)  | Guillaume Chante                   |              | Notaire impérial                                                                  |
| septembre 1806  | 1808                       | Jacques Pierre François Peschaire  |              | Rentier, élu maire à 25 ans                                                       |
| 1808            | 1815                       | Pierre Ollier de Marichard         |              | Propriétaire                                                                      |
| 1815            | 1830                       | Emmanuel Merle de Lagorce          | Droite       | Marquis de Lagorce, propriétaire                                                  |
| 1830            | 1870                       | Isidore Valladier                  | Centre droit | Avocat, conseiller général, député                                                |
| 1870            | 1874                       | Gustave Lichière                   |              | Notaire                                                                           |
| 1874            | 1876                       | Hippolyte Lacroix                  |              | Géomètre expert                                                                   |
| 1876            | 1879                       | Jacques Claron                     |              | Propriétaire                                                                      |
| 1879            | 1912                       | Édouard Dupoux                     |              |                                                                                   |
| 1912            | 1919                       | Gustave Serre                      | Républicain  |                                                                                   |
| 1919            | 1921                       | Henri Auzière                      |              |                                                                                   |
| 1921            | mai 1925                   | Louis Claron                       | Droite       | Ingénieur Agronome, Chevalier de la Légion d'Honneur, Officier du Mérite Agricole |
| 22 mai 1925     | 30 mai 1940 (décès)        | Sully Eldin                        | SFIO         | Avocat, propriétaire, conseiller général, député                                  |
| mai 1940        | 1944                       | Émile Ozil                         | SFIO         | Cultivateur                                                                       |
| 1944            | 1944                       | Joseph Harent                      |              |                                                                                   |
| 1944            | 1944                       | Albin Eldin                        |              |                                                                                   |
| août 1944       | mai 1945                   | Paul Escoffier                     | UDR          | Docteur, président du comité de libération                                        |
| mai 1945        | mars 1977                  | Henri Ageron                       | SFIO puis PS | Directeur de distillerie, conseiller général                                      |
| mars 1977       | mars 1983                  | Marc Peschier                      | PCF          | Notaire, conseiller général                                                       |
| mars 1983       | mars 1989                  | Francis Rochette                   | PCF          | Secrétaire de mairie                                                              |
| mars 1989       | 19 octobre 1995            | Jean-Pierre Ageron                 | PS           | Directeur de distillerie, fils d'Henri Ageron (maire de 1945 à 1977)              |
| 19 octobre 1995 | 30 mars 1996               | Henri Savarin                      | PCF          | Retraité                                                                          |
| 30 mars 1996    | mars 2001                  | Jean-Pierre Ageron                 | PS           | Directeur de distillerie                                                          |
| mars 2001       | mars 2008                  | Pierre Peschier                    | DVD          | Agriculteur, commerçant                                                           |
| mars 2008       | mars 2014                  | Claude Benahmed                    | PS           | Gérant de société                                                                 |
| mars 2014       | mai 2020                   | Pierre Peschier                    | DVD          | Agriculteur, commerçant                                                           |
| mai 2020        | En cours (au 29 juin 2023) | Guy Massot                         | DVG          | Directeur technique                                                               |